# Scanzorosciate
Scanzorosciate – miejscowość i gmina we Włoszech, w regionie Lombardia, w prowincji Bergamo.
Według danych na styczeń 2009 gminę zamieszkiwało 9767 osób przy gęstości zaludnienia 912,8 os./1 km².